# Clionella halistrepta
Clionella halistrepta là một loài ốc biển, là động vật thân mềm chân bụng sống ở biển thuộc họ Clavatulidae.